# 福田耕治
福田 耕治（ふくだ こうじ、1936年6月24日 - ）は、日本の経営者。千代田火災海上保険社長を務めた。

## 経歴
鹿児島県出身。1959年に慶應義塾大学経済学部を卒業し、同年に千代田火災海上保険に入社。1985年に取締役に就任し、1987年6月に常務、1987年6月に専務を経て、1991年6月に副社長に就任し、1997年6月には社長に昇格。2001年4月にはあいおい損害保険会長に就任。